# Dendragapus obscurus
El gallo de las Rocosas (Dendragapus obscurus) es una especie de ave galliforme de la familia Phasianidae que habita en los bosques de las Montañas Rocosas de América del Norte. Está tan cercanamente relacionado con Dendragapus fuliginosus, que hasta hace poco se debatía si eran o no especies separadas.

## Descripción
Los adulto tienen una larga cola cuadrada, gris al final. Los machos adultos son mayormente oscuros con una bolsa de  aire violácea en la garganta rodeada de blanco, y una carúncula roja sobre el ojo durante la exhibición. Las hembras adultas son moteadas de castaño con marcas blancas y castaño-oscuras en las partes ventrales.

## Historia natural
Su hábitat de cría es el borde de bosques de coníferas y mixtos en las regiones montañosas del oeste de Norteamérica, desde Alaska y Yukón hasta Nuevo México. Esta área de distribución está estrechamente asociada con la de varias coníferas. El nido es escarbado en el suelo escondido entre arbustos o maderos.
Son residentes permanentes pero se mueven cortas distancias caminando y con vuelos cortos hacia las áreas con bosques más densos en invierno, con el extraño hábito de moverse hacia altitudes mayores en el invierno.
Se alimentan en el suelo, o en árboles en el invierno. En invierno comen principalmente agujas de abeto y abeto Douglas, ocasionalmente también agujas de pinabete y pino; en verano son más importantes otras plantas (Pteridium, Salix), bayas (Gaultheria, Mahonia, Rubus,Vaccinium) e insectos (particularmente hormigas, escarabajos, saltamontes). Los polluelos son enteramente dependientes de la alimentación a base de insectos en los primeros diez días.
Los machos cantan con alaridos en sus territorios y hacen cortos vuelos aleteando para atraer a las hembras. Las hembras dejan el territorio de los machos luego del apareamiento.